# Drum național 4
Der Drum național 4 (rumänisch für „Nationalstraße 4“, kurz DN4) ist eine Nationalstraße in Rumänien.

## Verlauf
Die Straße beginnt in der Hauptstadt Bukarest und verläuft in südöstlicher Richtung über Frumușani, Pantelimon und Oltenița (Donaifähre in das bulgarische Tutrakan). Dort endet sie an ihrem Zusammentreffen mit dem Drum național 31. Mit dem nach Westen abzweigenden Drum național 41 verbindet sie der kurze Drum național 41A.
Die Länge der Straße beträgt 72 Kilometer.